# Strahinja Eraković
Strahinja Eraković (Servisch: Страхиња Ераковић) (Batajnica, 22 januari 2001) is een Servisch voetballer die doorgaans als verdediger speelt. Hij verruilde Rode Ster Belgrado in juli 2023 voor FK Zenit. Eraković debuteerde in 2022 in het Servisch voetbalelftal.

## Clubcarrière
Eraković speelde in de jeugdopleiding van Rode Ster Belgrado, totdat hij in 2019 op achttienjarige leeftijd werd overgeheveld naar de selectie van het eerste elftal. In de jeugd speelde hij wedstrijden in de UEFA Youth League. Om ervaring op te doen werd Eraković in het seizoen 2019/20 verhuurd aan RFK Grafičar Beograd, een zusterclub van Rode Ster op het tweede niveau. Eraković keerde daarna terug in de selectie bij Rode Ster. Hij debuteerde op 1 augustus 2020 in de hoofdmacht, in een competitiewedstrijd tegen FK Novi Pazar. Eraković werd in zijn tweede seizoen bij Rode Ster een vaste waarde. Naast competitiewedstrijden speelde hij met de club meerdere seizoenen in de Europa League. Hij won met Rode Ster drie keer op rij zowel het landskampioenschap als de nationale beker.
Eraković verruilde Rode Ster in juli 2023 voor FK Zenit.

## Clubstatistieken
| Seizoen | Club               | Competitie | Competitie | Competitie | Beker | Beker | Internationaal | Internationaal | Totaal | Totaal |
| Seizoen | Club               | Competitie | Wed.       | Dlp.       | Wed.  | Dlp.  | Wed.           | Dlp.           | Wed.   | Dlp.   |
| ------- | ------------------ | ---------- | ---------- | ---------- | ----- | ----- | -------------- | -------------- | ------ | ------ |
| 2019/20 | Rode Ster Belgrado | Superliga  | —          | —          | —     | —     | —              | —              | 0      | 0      |
| 2019/20 | → Grafičar Beograd | Prva Liga  | 21         | 2          | 0     | 0     | —              | —              | 21     | 2      |
| 2020/21 | Rode Ster Belgrado | Superliga  | 13         | 0          | 2     | 0     | 4              | 0              | 19     | 0      |
| 2021/22 | Rode Ster Belgrado | Superliga  | 33         | 0          | 2     | 0     | 6              | 0              | 41     | 0      |
| 2022/23 | Rode Ster Belgrado | Superliga  | 33         | 0          | 4     | 0     | 10             | 0              | 47     | 0      |
| Totaal  | Totaal             | Totaal     | 100        | 2          | 8     | 0     | 20             | 0              | 128    | 2      |

Bijgewerkt t/m 25 juli 2023

## Interlandcarrière
Eraković speelde voor verschillende Servische nationale jeugdelftallen. Hij nam met Servië –17 deel aan het EK –17 van 2018. Bondscoach Dragan Stojković riep hem in juni 2022 op voor UEFA Nations Leagueduels tegen Noorwegen, Zweden en Slovenië. Hij maakte op 2 juni 2022 zijn debuut, tegen Noorwegen. Hij kwam in de 75e minuut in het veld voor Miloš Veljković. Stojković nam Eraković ook mee naar het WK 2022. Hierop kwam hij niet in actie.
| Interlands van Strahinja Eraković voor Servië | Interlands van Strahinja Eraković voor Servië | Interlands van Strahinja Eraković voor Servië | Interlands van Strahinja Eraković voor Servië | Interlands van Strahinja Eraković voor Servië | Interlands van Strahinja Eraković voor Servië |
| No.                                           | Datum                                         | Wedstrijd                                     | Uitslag                                       | Competitie                                    | Bijz.                                         |
| Als speler van Rode Ster Belgrado             | Als speler van Rode Ster Belgrado             | Als speler van Rode Ster Belgrado             | Als speler van Rode Ster Belgrado             | Als speler van Rode Ster Belgrado             | Als speler van Rode Ster Belgrado             |
| --------------------------------------------- | --------------------------------------------- | --------------------------------------------- | --------------------------------------------- | --------------------------------------------- | --------------------------------------------- |
| 1                                             | 2 juni 2022                                   | Servië – Noorwegen                            | 0 – 1                                         | UEFA Nations League 2022/23                   |                                               |
| 2                                             | 18 november 2022                              | Bahrein – Servië                              | 1 – 5                                         | Vriendschappelijk                             |                                               |

## Erelijst
| Competitie       | Aantal | Jaren                     |
| ---------------- | ------ | ------------------------- |
| Rode Ster        |        |                           |
| Landskampioen    | 3x     | 2020/21, 2021/22, 2022/23 |
| Beker van Servië | 3x     | 220/021, 2021/22, 2022/23 |